# Bukit Mertajam
Bukit Mertajam est une municipalité de l'État de Penang, en Malaisie, située dans le Seberang Perai, la partie continentale de l'État.

## Population
En 2005, la ville comptait 210 000 habitants.

## Personnalités liées
- Lee Chong Wei, joueur de badminton malaisien et actuel numéro 1 mondial